# صموئيل راموس
صموئيل راموس (بالإسبانية: Samuel Ramos)‏ هو فيلسوف مكسيكي، ولد في 8 يونيو 1897، وتوفي في 20 يونيو 1959.

## وصلات خارجية
- صموئيل راموس على موقع الموسوعة البريطانية (الإنجليزية)